# 伊藤玄二郎
伊藤 玄二郎（いとう げんじろう、1944年2月10日 – ）は、編集者・エッセイスト。かまくら春秋社代表取締役、星槎大学教授。日本ペンクラブ会員、鎌倉ペンクラブ会長。

## 来歴
神奈川県鎌倉市出身。中央大学法学部政治学科卒業。河出書房新社勤務を経て、里見弴の勧めを受けて1970年かまくら春秋社を設立、月刊「かまくら春秋」を創刊。1989年、「かまくら春秋」にて、NTT全国タウン誌フェスティバル・タウン誌大賞を受賞。ポルトガル国立リスボン工科大学客員教授。早稲田大学客員教授、関東学院大学教授、2014年星槎大学教授。2004年、ポルトガル政府よりエンリケ航海王子勲章コメンダドール章を受章。2019年、神奈川文化賞受賞。2024年、地域文化功労者。

## 著書
- 『風のかたみ』朝日新聞社 1988年　のち朝日文庫 1995年
- 『末座の幸福 鎌倉編集日記』小学館 2003

## 編著
- 図解ポルトガル （高野悦子と共編） 河出書房新社、1993
- 遠花火 高岡智照尼追悼 （編）かまくら春秋社 1995
- 日本・ポルトガル小百科 （編） 日本万博協会気付　1998
- 父の肖像 芸術・文学に生きた「父」たちの素顔 野々上慶一共編 かまくら春秋社 1999
- 言葉は躍る （編）かまくら春秋社 2000
- 子どものための日本小百科 みずほの国 三木卓、養老孟司共編 みずほホールディングス 2002
- 道元を語る （編）かまくら春秋社 2003
- 父の肖像 2 野々上慶一共編 かまくら春秋社 2004
- 鎌倉の文学小事典 文学を歩く（編）かまくら春秋社 2005